# Rugby Americas North Cup
El Rugby Americas North Cup es el campeonato de segunda división para las selecciones nacionales adscritas a la Rugby Americas North de rugby a XV.

## Campeonatos
| Edición | Año  | Campeón                                         | 2º puesto                                           |
| ------- | ---- | ----------------------------------------------- | --------------------------------------------------- |
| I       | 2014 | México (Norte) Curazao (Sur)                    | Jamaica (Norte) Santa Lucía (Sur)                   |
| II      | 2015 | Bahamas (Norte) Islas Vírgenes Británicas (Sur) | Bermudas (Norte) San Vicente y las Granadinas (Sur) |
| III     | 2017 | Islas Turcas y Caicos                           | Bahamas                                             |
| IV      | 2018 | Jamaica                                         | Barbados                                            |
| V       | 2019 | Islas Turcas y Caicos (Norte) Martinica (Sur)   | República Dominicana (Norte) Barbados (Sur)         |

## Posiciones
- Número de veces que las selecciones ocuparon las dos primeras posiciones en todas las ediciones.

| Equipo                       | Campeón | 2º puesto |
| ---------------------------- | ------- | --------- |
| Islas Turcas y Caicos        | 2       |           |
| Jamaica                      | 1       | 1         |
| Bahamas                      | 1       | 1         |
| México                       | 1       |           |
| Islas Vírgenes Británicas    | 1       |           |
| Curazao                      | 1       |           |
| Martinica                    | 1       |           |
| Barbados                     |         | 2         |
| Santa Lucía                  |         | 1         |
| Bermudas                     |         | 1         |
| República Dominicana         |         | 1         |
| San Vicente y las Granadinas |         | 1         |